# Patricia Schultz
Patricia Schultz es una periodista y escritora estadounidense.
Ha colaborado con revistas tan importantes como Conde Nast, Departures o Harper's Bazaar. Conocida por haber escrito el libro superventas 1.000 lugares que ver antes de morir, que ha sido traducido al español, francés, italiano, entre otros.

## Libros
- 2007, 1.000 lugares que ver antes de morir.[4]
- 2010, 1.000 sitios que ver antes de morir. Europa.
- 2011, 1.000 sitios que ver antes de morir. América.